# Улица Петра Радзиня
Улица Петра Радзиня (укр. Вулиця Петра Радзіня) — улица в Дарницком районе города Киева. Пролегает от Днепровской набережной до проспекта Петра Григоренко, исторически сложившаяся местность (район) жилой массив Позняки.
Примыкает улица Сортировочная.

## История
Проектная улица 13114 возникла в 2010 году после введения в эксплуатацию Дарницкого железнодорожно-автомобильного моста.
12 ноября 2019 года улица получила современное название — в честь генерала латвийской армии Петра Карловича Радзиня, где улица пролегает, согласно Решению Киевского городского совета № 34/7607 «Про наименование улиц в Дарницком районе г. Киева» («Про найменування вулиць у Дарницькому районі міста Києва»).

## Застройка
Улица пролегает в северо-восточном направлении параллельно Канальной улице: между ж/д линией (южнее её) и рекой Дарница (севернее её). Вдоль начала улицы на реке Дарница расположено озеро Нижний Тельбин. Улица имеет по три ряда движения в обе стороны. Сменяется автодорогой, ведущей к Привокзальной улице.
Парная и непарная стороны улицы без застройки.